# The Sniper

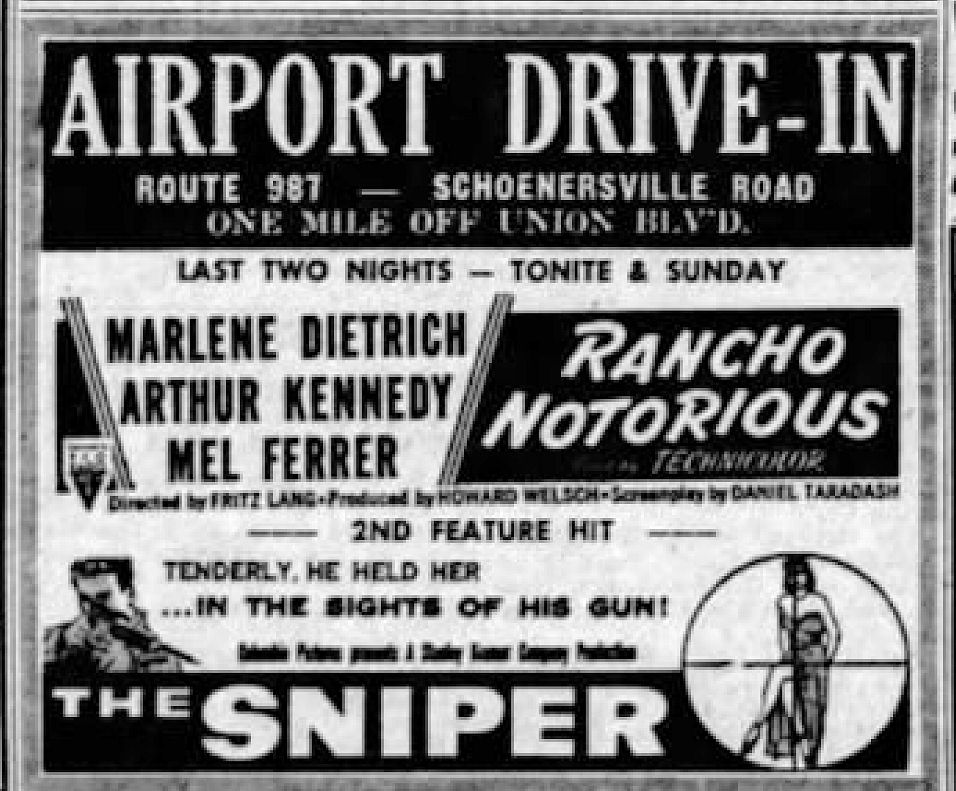
Anúncio para o filme em drive-in estadunidense.

The Sniper (Brasil: Volúpia de Matar ) é um filme norte-americano de 1952, do gênero policial, dirigido por Edward Dmytryk e estrelado por Adolphe Menjou e Arthur Franz
Após cumprir pena de seis meses imposta pelo Comitê de Atividades Antiamericanas e de citar vários colegas perante esse mesmo comitê, o diretor Dmytryk foi "reabilitado" pela indústria cinematográfica. Contratado para realizar The Sniper, foi-lhe imposto, por razões políticas, o nome de Adolphe Menjou, um dos atores que delataram colegas acusados de serem comunistas.
Sem o característico bigode e com os luxuosos ternos/fatos substituídos por um surrado traje convencional, Menjou entregou uma de suas melhores interpretações.

## Sinopse
Eddie Miller, |jovem psicopata, está convencido de que precisa eliminar todas as morenas bonitas que cruzarem seu caminho. Entre uma morte e outra, ele tenta pateticamente livrar-se dessa obsessão, enquanto Frank Kafka, agente policial cansado de tudo, recebe a missão de dar fim a esses crimes.

## Premiações
| Patrocinador                                  | Prêmio | Categoria                | Situação |
| --------------------------------------------- | ------ | ------------------------ | -------- |
| Academia de Artes e Ciências Cinematográficas | Oscar  | Melhor História Original | Indicado |

## Elenco
| Ator/Atriz     | Personagem          |
| -------------- | ------------------- |
| Adolphe Menjou | Tenente Frank Kafka |
| Arthur Franz   | Eddie Miller        |
| Gerald Mohr    | Sargento Joe Ferris |
| Marie Windsor  | Jean Darr           |
| Frank Faylen   | Inspetor Anderson   |
| Richard Kiley  | Doutor James Kent   |
| Mabel Paige    | Senhorio            |
| Marlo Dwyer    | May Nelson          |